# Uno (film)
Pour les articles homonymes, voir Uno (homonymie).
Pour plus de détails, voir Fiche technique et Distribution.
Uno est un film norvégien réalisé par Aksel Hennie et John Andreas Andersen, sorti en 2004.

## Synopsis
David, 25 ans, habite un quartier difficile d'Oslo. Avec son ami Morten, il passe la plupart de son temps à la salle de gym de Jarle. Ce dernier est un criminel sadique à la petite semaine impliqué avec son fils Lars dans un trafic de stéroïdes anabolisants. Lars a des liens avec un gang pakistanais dirigé par Khuram. Tout bascule quand Lars, Morten et David sont arrêtés pour possession de drogue. David choisit de balancer ses amis afin de rendre visite à son père mourant. La petite vie bien réglée de David vole alors en éclats et tout dégénère lorsque Lars utilise ses relations avec le gang de Khuram afin de se venger…

## Fiche technique
- Réalisation : Aksel Hennie et John Andreas Andersen
- Scénario : Aksel Hennie
- Musique : Tom McRae et Ulver
- Décors : Astrid Sætren
- Costume : Camilla Lindblom
- Photo : John Andreas Andersen
- Montage : Vidar Flataukan
- Producteur : Jørgen Storm Rosenberg
- Distribution : Haut et Court (France)
- Format : 1,85:1
- Langue : norvégien

## Distribution
- Aksel Hennie : David
- Nicolai Cleve Broch : Morten
- Bjørn Floberg : Jarle
- Espen Juul Kristiansen : Kjetil
- Ahmed Zeyan : Khuram
- Martin Skaug : Lars

## Récompenses et distinctions
- Prix Amanda du meilleur réalisateur, Festival international du film norvégien, 2005.
- Prix spécial du jury, Festival Premier Plans d'Angers, 2005
- Grand Prix du Jury, Festival du Film Nordique de Rouen, 2005